# アロンソ・サンチェス・コエリョ

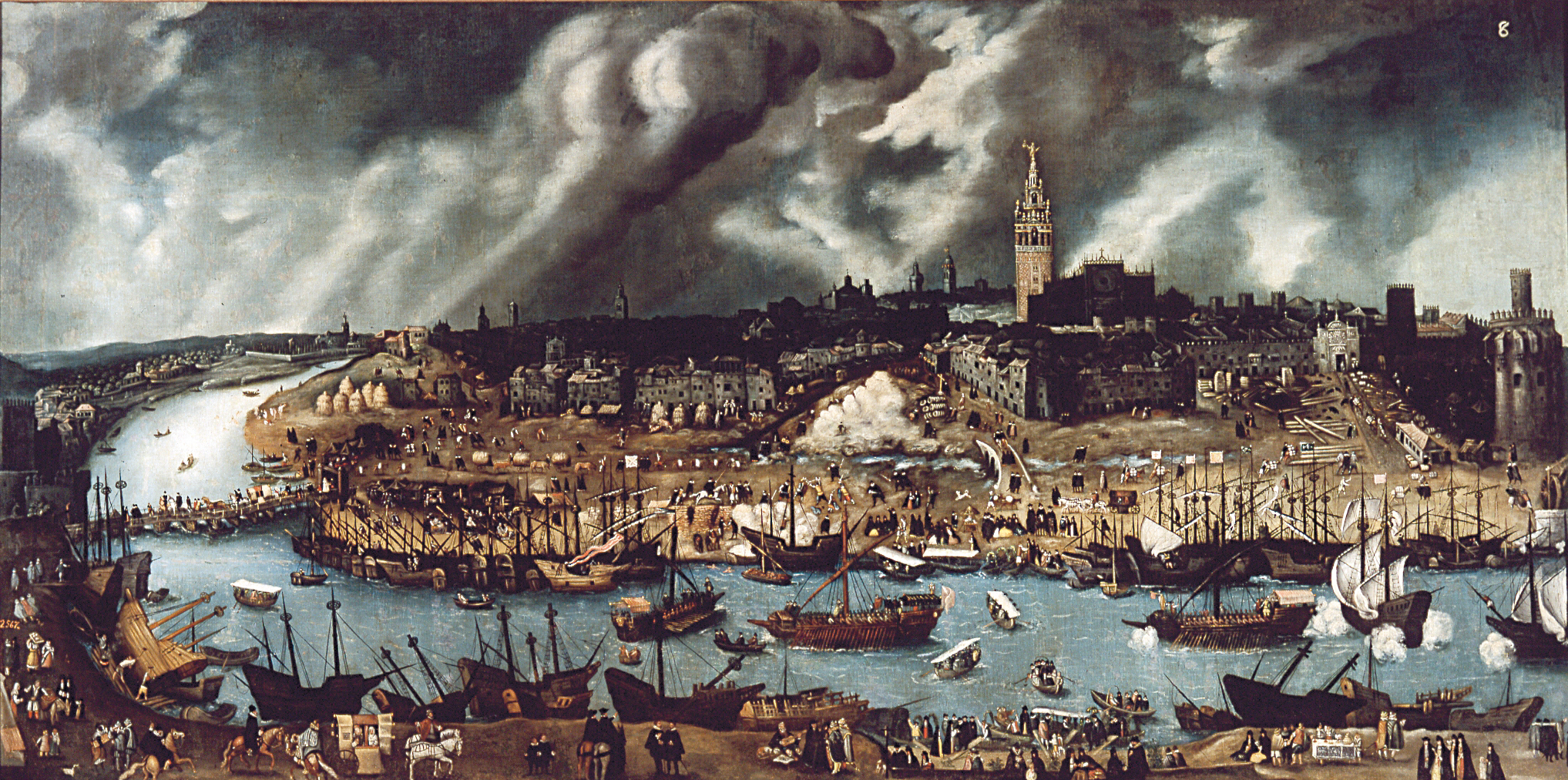
セビーリャの風景

アロンソ・サンチェス・コエーリョ （Alonso Sánchez Coello, 1531年/1532年 - 1588年8月8日）は、スペイン・ルネサンス期の肖像画家。スペイン黄金時代美術の代表者のひとり

## 生涯

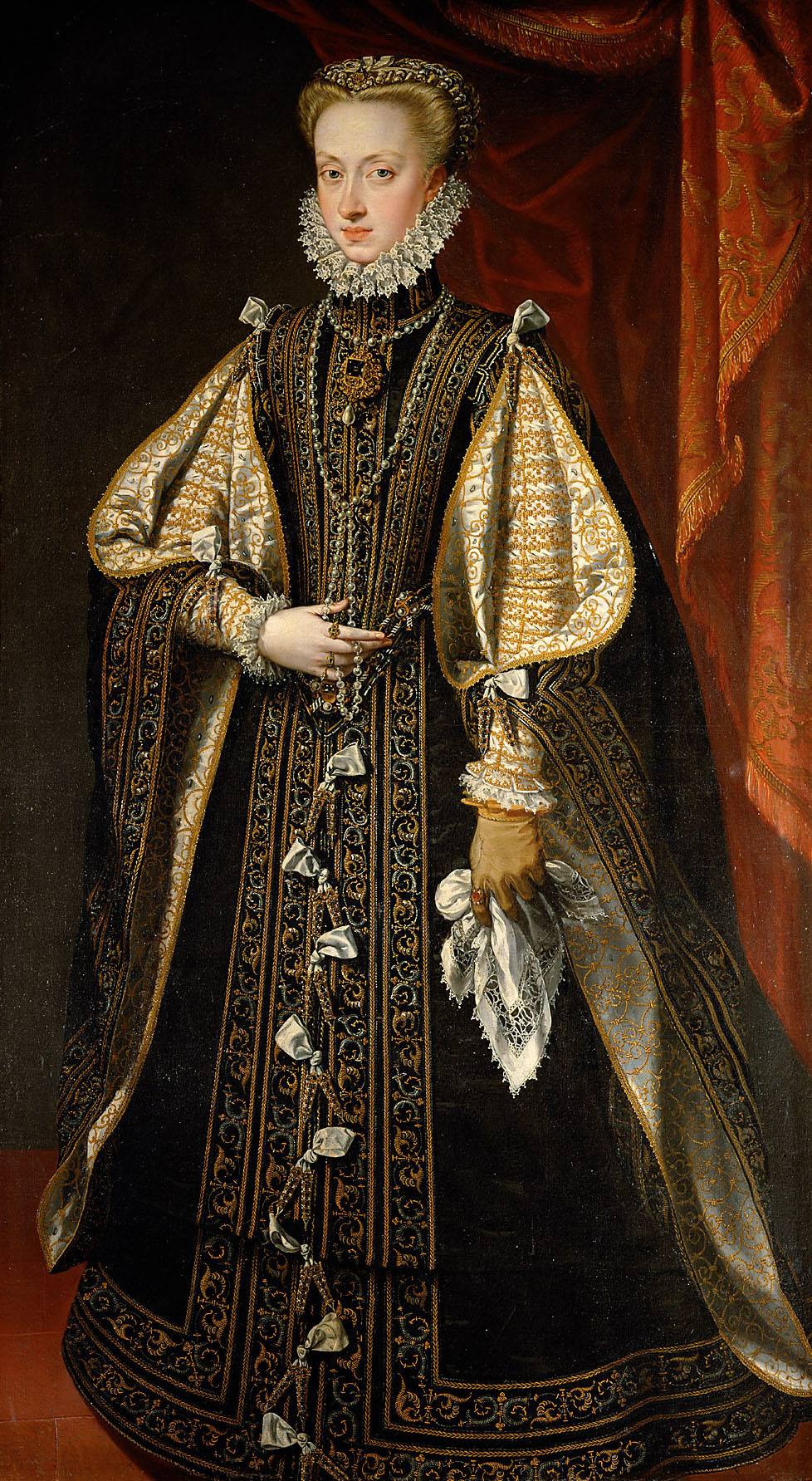
フェリペ2世の4人目の王妃アナ・デ・アウストリア

アロンソ・サンチェス・コエーリョは、10歳前後に父親が死ぬまで、幼年時代をバレンシア近郊のベニファイロ・デ・レス・バルスで過ごした。彼は祖父の家のあるポルトガルで教育を受けた。ポルトガルで暮らした年月と、彼の一族のポルトガル語の姓から、長いこと彼がポルトガル人であると信じられてきた。祖父はポルトガル王ジョアン3世の臣下であり、王は若い画家を1550年頃にフランドル人の画家アントニス・モルのもとへ勉強のため送り出した。彼はアラス司教アントワーヌ・ド・グランヴェルに仕え、モルから絵を学んだ。フランドルにいる間、コエリョはティツィアーノの模写をして過ごしたという。
1552年、コエーリョは師のモルとリスボンへ戻った。モルは神聖ローマ皇帝カール5世から、ポルトガル王家の肖像画を描くよう命令されていた。数年間、コエーリョはポルトガルに残り、王太子ジョアンの宮廷で働いた。ジョアンが若死にすると、コエーリョはジョアンの未亡人フアナ・デ・アウストリア（カール5世の長女）に推薦されて、フェリペ2世の宮廷へ移った。1555年、コエーリョはバリャドリッドの宮廷で働き、1561年にモルがスペインを離れた後、コエーリョが宮廷画家として、師の後継となった。
コエーリョは1560年か1561年に、バリャドリッドでルイサ・レヤルテスと結婚し、7子をもうけた。コエーリョの娘イサベル・サンチェス（1564年-1612年）は画家となった。彼女は父親の工房で学び父を助けた。コエーリョはトレドの宮廷へ移り、最後に1561年にマドリードに落ち着いた。コエーリョは宮殿内のほとんどの宗教画 を描いた。特にエル・エスコリアル修道院がそうである。フェリペ2世は彼を厚遇して、彼の2人の娘たちイサベル・クララ・エウヘニアとカタリーナの代父とした。画家は王の個人的なお気に入りとして、名誉も富も得て、人生の残りを宮殿で過ごした。彼の弟子はフアン・パントーハ・デ・ラ・クルス、フェリーペ・デ・リアーニョである。ロペ・デ・ベガはコエーリョの作品を賞賛した。コエーリョは1588年8月8日にマドリードで死んだ。

## 画風
コエーリョはティツィアーノの追従者で、彼のように肖像画に優れ、一人の人物を、鎧甲の織物、ドラペリー、装身具に至るまで細微に描いた。モルからは、コエリョは表現の正確さを学んだ。ティツィアーノからは、彼のヴェネツィア風の金色のトーン、寛容な労働者精神、キャンバス上の光の使い方を取り入れた。
コエーリョは宗教画と肖像画の両方を描いた。宗教画はエル・エスコリアル修道院に飾るための物である。彼が思い出されるのは彼の描いた肖像画のためである。絵画はポーズを楽にすることとその実行によって目立たされた。威厳と表現の厳粛さが色彩を温かな物にした。モルとティツィアーノから影響を受けた絵の才能によって、これらの肖像画はスペイン宮廷に展示された。 1580年頃に描かれたフェリペ2世と、1571年に描かれたイサベル・クララ・エウヘニア王女像は現在どちらもプラド美術館にあり、彼の洗練された作品といわれる。彼の宗教画はサン・ヘロニモ教会にある。
コエーリョの肖像画家としての評判は無数の模写と贋作のせいで彼の名を落とし、消えていった。彼のモルへの借りは明白であり、コエーリョは宮廷の肖像画に特徴ある品質を持ち込んだ。色彩の鋭い感覚、できばえの爽快さ、現実主義を増したことである。
コエーリョについて何の伝記も書かれたことがなく、そして彼の作品の多くはいまだに同時期の宮廷画家ソフォニスバ・アングイッソラと、彼の同僚フアン・パントーハ・デ・ラ・クルスのものと混同されている。1990年、プラド美術館はコエーリョとフェリペ2世宮廷の肖像画という展示を開催した。.